# Baiqiang Shuiku
Baiqiang Shuiku (kinesiska: 白墙水库) är en reservoar i Kina. Den ligger i provinsen Henan, i den centrala delen av landet, omkring 84 kilometer väster om provinshuvudstaden Zhengzhou. Baiqiang Shuiku ligger 123 meter över havet. Arean är 1,7 kvadratkilometer. Trakten runt Baiqiang Shuiku består till största delen av jordbruksmark. Den sträcker sig 1,6 kilometer i nord-sydlig riktning, och 2,0 kilometer i öst-västlig riktning.
Genomsnittlig årsnederbörd är 666 millimeter. Den regnigaste månaden är juli, med i genomsnitt 134 mm nederbörd, och den torraste är december, med 7 mm nederbörd.